# Radka Maxová

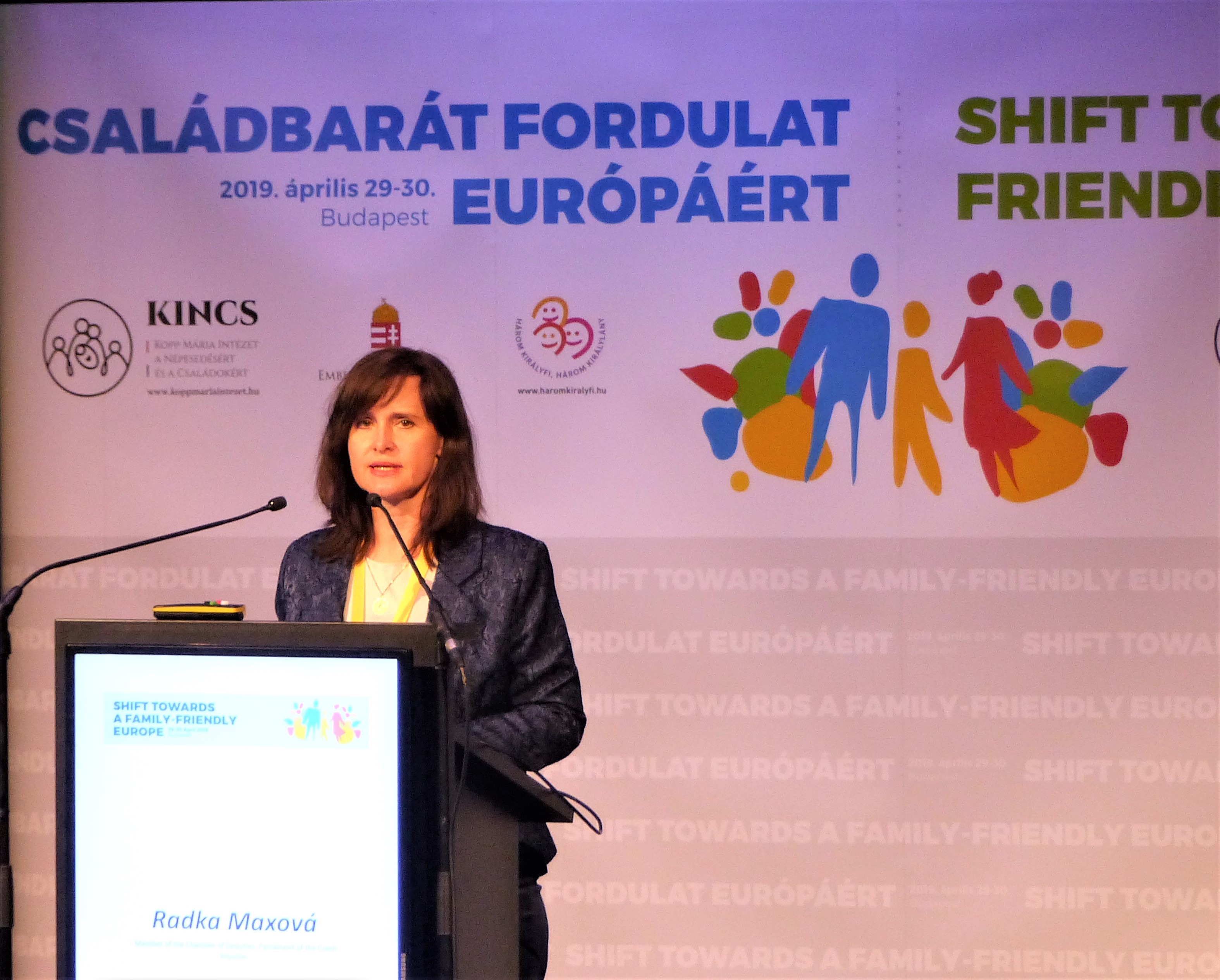
Radka Maxová (2019)

Radka Maxová (geboren am 2. Dezember 1968 in Pardubice) ist eine tschechische Politikerin und Mitbegründerin der Partei ANO 2011. Von 2013 bis 2019 gehörte sie für die Partei dem Abgeordnetenhaus Tschechiens an, von 2012 bis 2013 war sie stellvertretende Vorsitzende. Von 2014 bis 2019 war sie Vertreterin im Stadtrat von Tábor, von 2016 bis 2019 im Regionalrat von Südböhmen. Seit der Europawahl 2019 ist Maxová Mitglied des Europäischen Parlaments. Im Oktober 2020 trat Maxová aus der Partei ANO 2011 aus.

## Leben

### Ausbildung und berufliche Karriere
Radka Maxová wurde am 2. Dezember 1968 in Pardubice geboren, wo sie auch aufwuchs. Nach ihrem Schulabschluss am Dašická-Gymnasium in Pardubice absolvierte sie ein Ingenieurswissenschaftsstudium an der Fakultät für Lebensmittel- und Bioverfahrenstechnik der Universität für Chemie und Technologie in Prag. Anschließend arbeitete sie als Berufsschullehrerin an der Integrierten Sekundarschule in Chrudim. 1994 zog sie nach Südböhmen und arbeitete als Inspektorin der tschechischen Behörde für Agrar- und Lebensmittelinspektion, später als Qualitätsmanagerin bei der Firma L + O masné výrobky, spol. s r.o. und als Managerin in einem Kosmetikunternehmen. Später wurde sie Qualitätsdirektorin im Fleischwerk Kostelecké uzeniny a.s.

### Politik
2012 trat Maxová der ANO 2011-Partei, kurz darauf wurde sie im August 2012 zur stellvertretenden Vorsitzenden gewählt. Sie hatte das Amt bis März 2013 inne. 2012 wurde sie auch zur Vorsitzenden des südböhmischen Regionalverbandes von ANO 2011 gewählt. Bei den Wahlen zum Abgeordnetenhaus im Jahr 2013 kandidierte sie für ANO 2011 als Listenplatzerste in Südböhmen und errang ein Mandat. Sie verteidigte ihr Mandat im Abgeordnetenhaus bei den Parlamentswahlen 2017.
Bei den Kommunalwahlen 2014 wurde sie für ANO 2011 in den Stadtrat der Stadt Tábor. Sie verteidigte auch ihr Mandat bei den Kommunalwahlen im Jahr 2018. Bei den Regionalwahlen 2016 wurde sie ebenfalls als Kandidatin für ANO 2011 für Südböhmen gewählt.
2019 nominierte ihre Partei sie für den vierten Platz auf der Liste für die Europawahl 2019. ANO 2011 gewann deutlich an Stimmen (plus fünf Prozent) und errang mit 21 Prozent insgesamt sechs der 21 tschechischen Mandate. Maxová erhielt 11.286 Vorzugsstimmen und zog damit direkt ins Europaparlament ein. Mit dem Einzug gab sie ihre Mandate im Kommunal- und Regionalparlament wie im Abgeordnetenhaus auf. Das Mandat im letzteren übernahm ihr Parteikollege Ondřej Babka.
Gemeinsam mit ihren Parteikollegen trat sie der neugegründeten Fraktion Renew Europe ein. Für die Fraktion war sie Mitglied im Ausschuss für Beschäftigung und soziale Angelegenheiten. Des Weiteren war sie stellvertretendes Mitglied im Ausschuss für Kultur und Bildung sowie im Ausschuss für die Rechte der Frauen und die Gleichstellung der Geschlechter.
Anfang Oktober 2020 verließ Maxová ihre Partei ANO 2011. Als Grund gab sie an, dass die Bewegung von den ursprünglichen Ideen abgewichen sei. Zum 24. März 2021 trat sie von der Renew-Fraktion in die Fraktion der Progressiven Allianz der Sozialdemokraten über. Ihre neuen Ausschussmitgliedschaften sind noch nicht bekannt.

### Privat
Radka Maxová ist verheiratet und Mutter zweier Kinder.